# Scopula nepheloperas
Scopula nepheloperas är en fjärilsart som beskrevs av Louis Beethoven Prout 1916. Scopula nepheloperas ingår i släktet Scopula och familjen mätare. Inga underarter finns listade.